# Ikakopruim
De ikakopruim (Chrysobalanus icaco) of zwamppruim is een plant uit de familie Chrysobalanaceae. Het is een groenblijvende struik (1-3 m) of ruige boom ( 2-6 m, zelden tot 10 m), die voorkomt in de buurt van zeestranden en inlands in geheel tropisch Amerika en de Caraïben, inclusief het zuiden van Florida. De inlandse ondersoort is Chrysobalanus icaco subsp. pellocarpus . De plant heeft breed-ovale tot bijna ronde, leerachtige, 3-10 × 2,5-7 cm grote bladeren. Het blad is groen tot lichtrood gekleurd. De schors is grijzig of roodbruin met witte spikkels. De kleine witte bloemen verschijnen in clusters in de lente.
In de late zomer draagt de plant zijn vruchten in trossen. De vruchten van de kustondersoort zijn rond en 5 cm in diameter, bleekgeel met een roze blos of donkerpaars van kleur. De inlandse ondersoort heeft ovale, tot 2,5 cm grote vruchten met een donkerpaarse kleur. De vruchten bevatten een dikke pit.
De boom is niet in staat om strenge vorst te overleven. De kustvorm is echter wel zeer tolerant voor zeezout, waardoor deze plant vaak wordt aangeplant om de randen van het strand te stabiliseren om zo erosie te voorkomen. Ook wordt deze plant als sierplant aangeplant. De vruchten zijn eetbaar en worden gebruikt voor de productie van jam, compote, gebakvulling en sap.

## Externe links

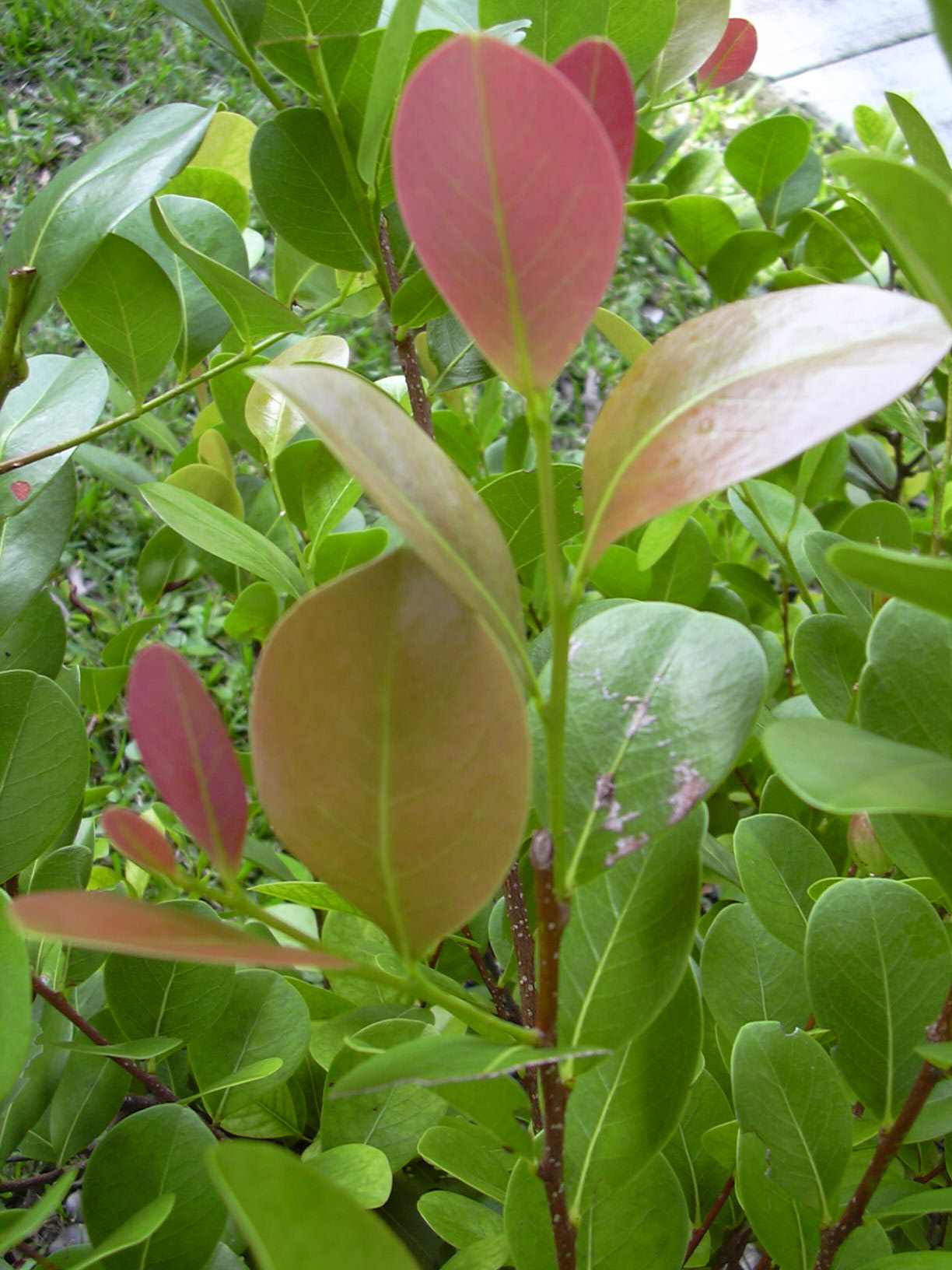
Inlandse vorm

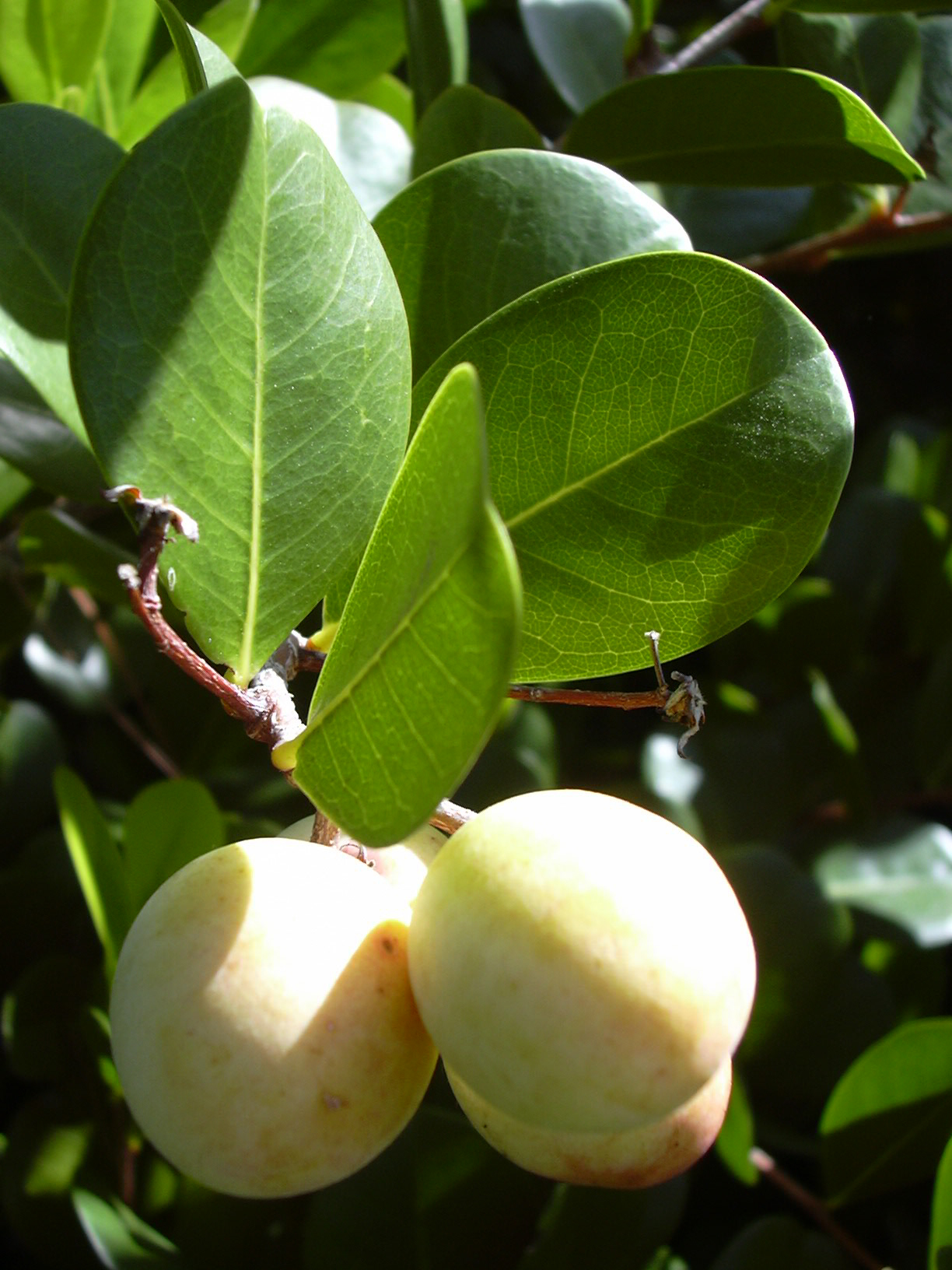
Ikakopruimen van de kustvorm